# Rent (Musical)
Das Rock-Musical Rent ist das letzte Werk des Komponisten und Autors Jonathan Larson (1960–1996), der am Tag der Premiere an einem Aortenaneurysma starb.

## Das Werk
Das Rock-Musical, das unter anderem den Tony Award für das „Beste Musical“ und die „Beste Originalmusik“ sowie den Pulitzer-Preis für das „Beste Drama“ gewann, basiert auf Giacomo Puccinis Oper La Bohème, die wiederum auf das Buch Les scènes de la vie de bohème von Henri Murger zurückgeht.
Rent erzählt die Geschichten einer Gruppe junger Künstler im New Yorker East Village in der lebendigen Phase der Alphabet City. Zwei der Hauptfiguren sind Filmemacher Mark und Musiker Roger (Rodolfo in La Bohème), die die Miete für ihr Apartment nicht mehr zahlen können. Ihr Vermieter ist ihr früherer Mitbewohner Benny. Die Handlung beginnt mit einem Überfall auf ihren Freund Collins auf offener Straße und mit der Revolution gegen die Miete. Puccinis Mimi taucht in Person der drogenabhängigen Mimi auf, und das Thema Homosexualität wird durch die Drag Queen Angel und das ewig zankende Paar Maureen (Puccinis Musetta) und Joanne behandelt. Ein anderes wichtiges Thema ist Aids.
Rent lief von 1996 bis 2008 ununterbrochen am Broadway, brachte es dort auf 5123 Vorstellungen und belegt damit Rang 11 (Stand 1. Dezember 2024) der am längsten ununterbrochen laufenden Broadwaymusicals. Die Produktion spielte 280 Mio. US-Dollar ein.

## Inhaltsangabe

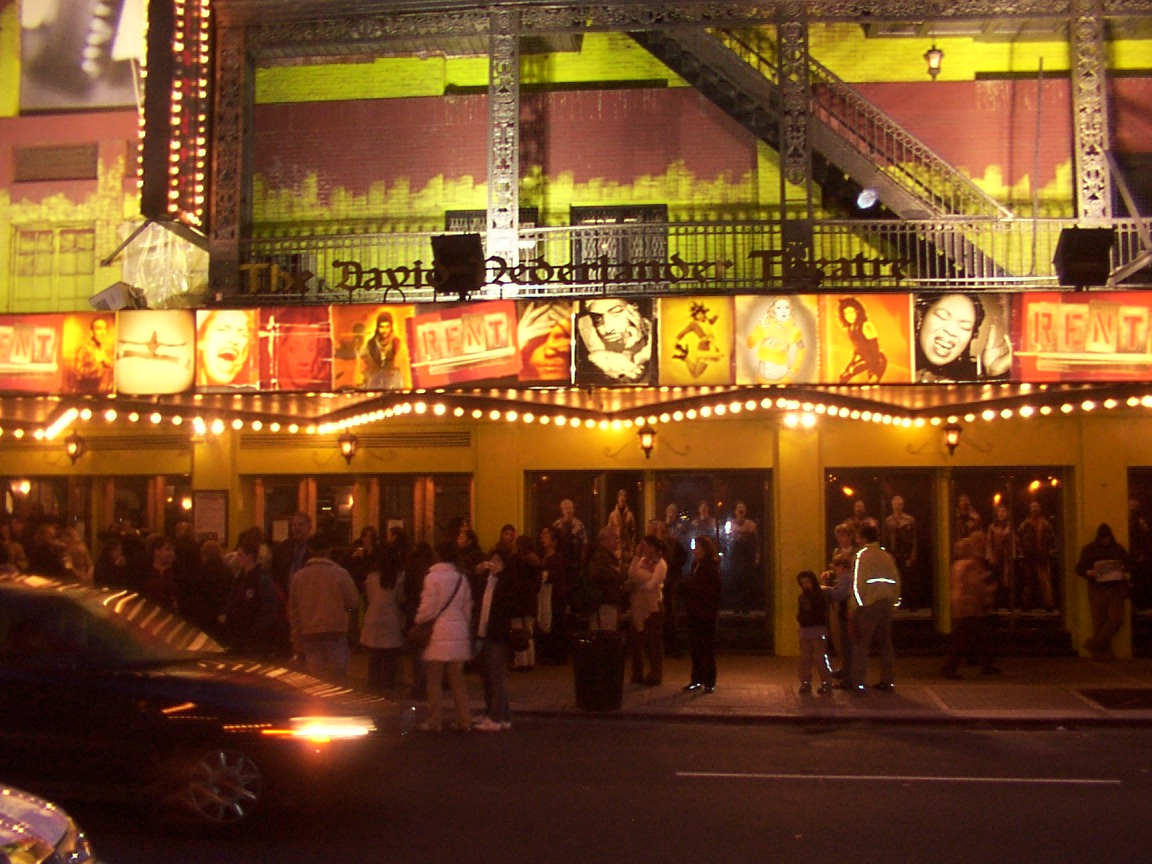
Rent at David Nederlander Theatre in Manhattan, New York City

## Verfilmung
2005 wurde Rent von Chris Columbus verfilmt, produziert u. a. von Robert De Niro. Der Film war im deutschsprachigen Raum ab dem 13. April 2006 mit deutschen Untertiteln in den Kinos zu sehen. Ein Großteil der Originalbesetzung der Broadway Produktion konnte hierfür unter Vertrag genommen werden, u. a. Idina Menzel und Adam Pascal.